# إقليم أتاكاما
إقليم أتكامة أو (نقحرة: أتاكاما) (بالأسبانية: III Región de Atacama) هو واحد من 15 إقليمًا في جمهوريّة تشيلي، حيث يُعتبر الإقليم التقسيم الإداري الأول في البلاد. يتكوّن هذا الإقليم من 3 مقاطعات؛ هي كوبيابو، ووازكو، شانارال. يحتل الإقليم الجزء الجنوبي من صحراء أتكامة، أما الأجزاء المتبقيّة منها فتمتد في باقي المنطقة الطبيعيّة بالشمال الكبير.
تُعتبر مدينة كوبيابو عاصمة الإقليم، وتبعد 806 كيلومتراً شمال العاصمة التشيليّة سانتياغو. كما تُعتبر مُدُن شانارالوكالديرا ودييغو دي الماجرو وفرياراينا ووألتو ديل كارمن من أهم المدن والبلديّات. تبلغ مساحة الإقليم حوالي 75,176 كيلومتراً مربعاً، كما بلغ عدد سكانه 284,992 نسمة في عام 2012.

## الجغرافيا

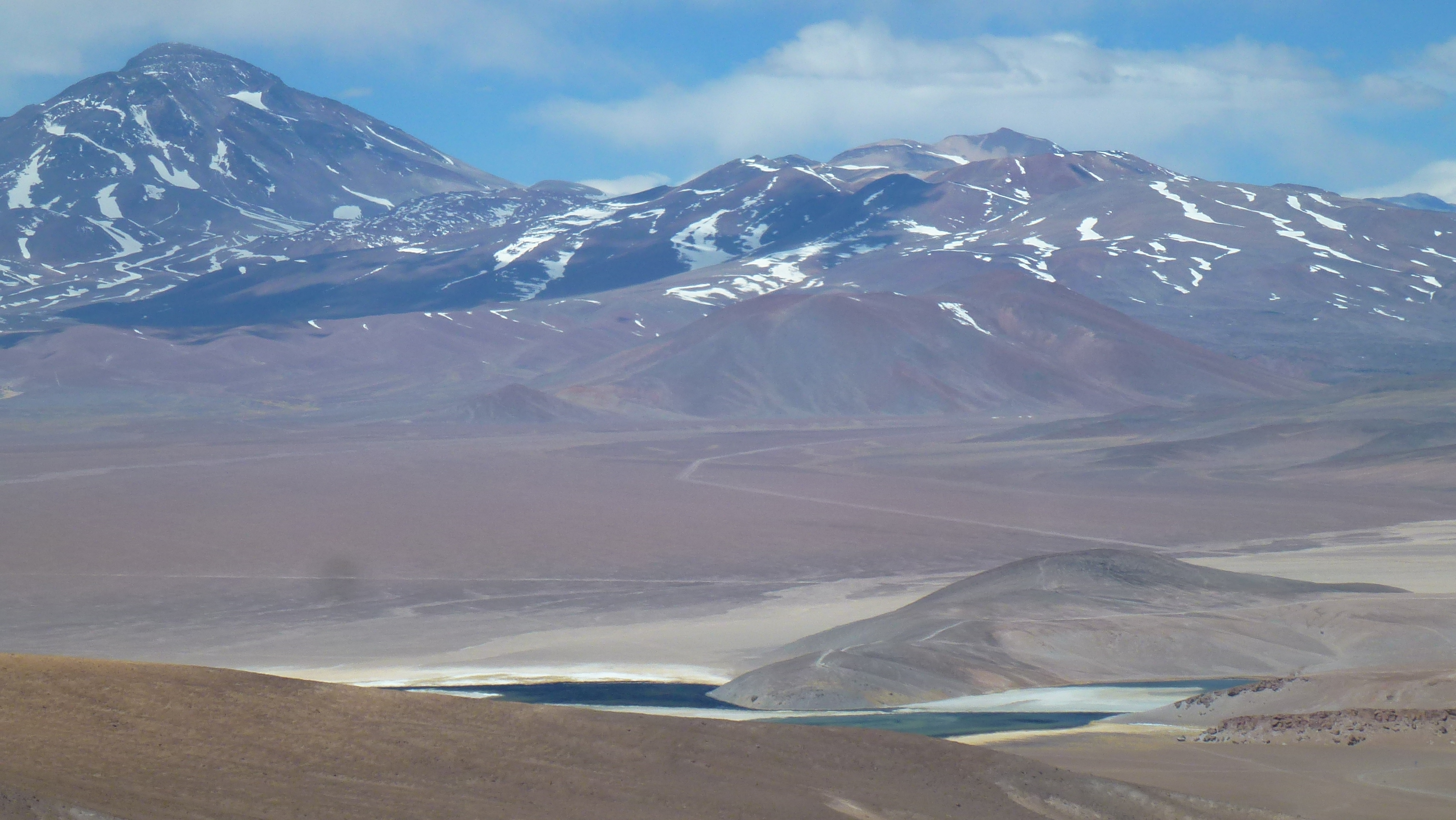
لاغونا سانتا روزا وتريس كروسيس المغطاة بالثلوج

يقع إقليم أتكامة في شمال تشيلي وتحديدًا بين منطقتين طبيعيّتين؛ هما الشمال الصغير والشمال الكبير. ويشكّل جزءًا كبيرًا من صحراء أتكامة، كما يضم موارد معدنيّة كثيرة. يقع المحيط الهادئ غرب الإقليم وإقليم أنتوفاغاستا في الشمال وإقليم كوكيمبو في الجنوب. كما تحاذي الإقليم ثلاث مقاطعات أرجنتينيّة من الشرق هي؛ مقاطعة كاتاماركا، مقاطعة لا ريوخا، ومقاطعة سان خوان.

## الصور

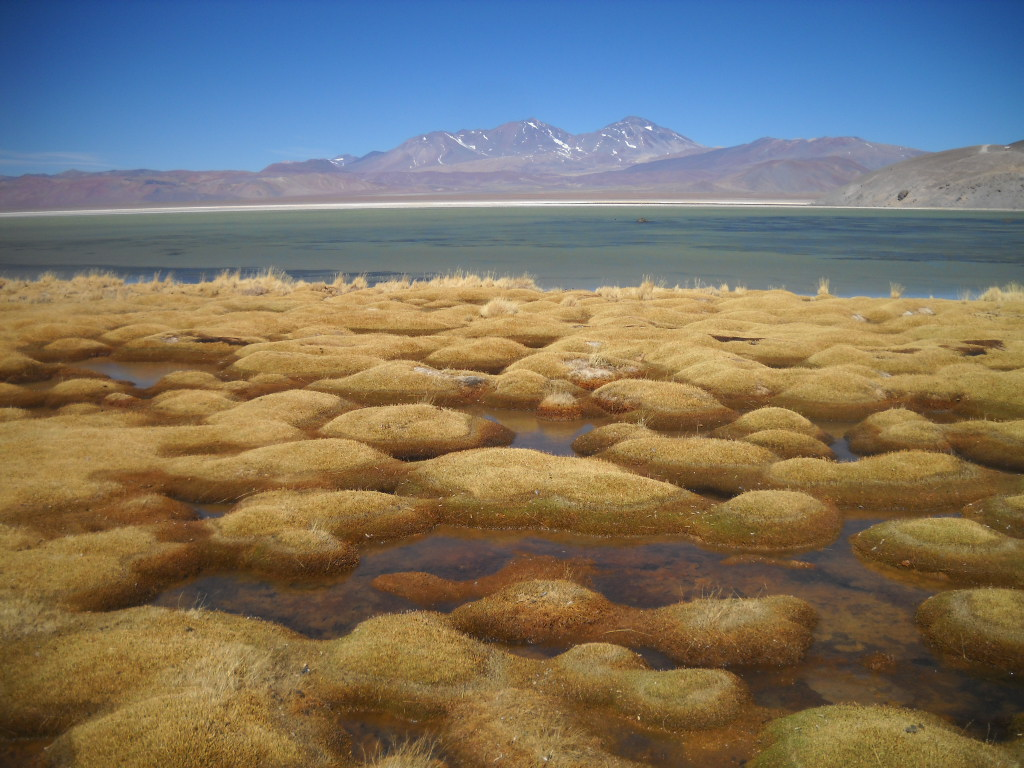
صحراء أتكامة
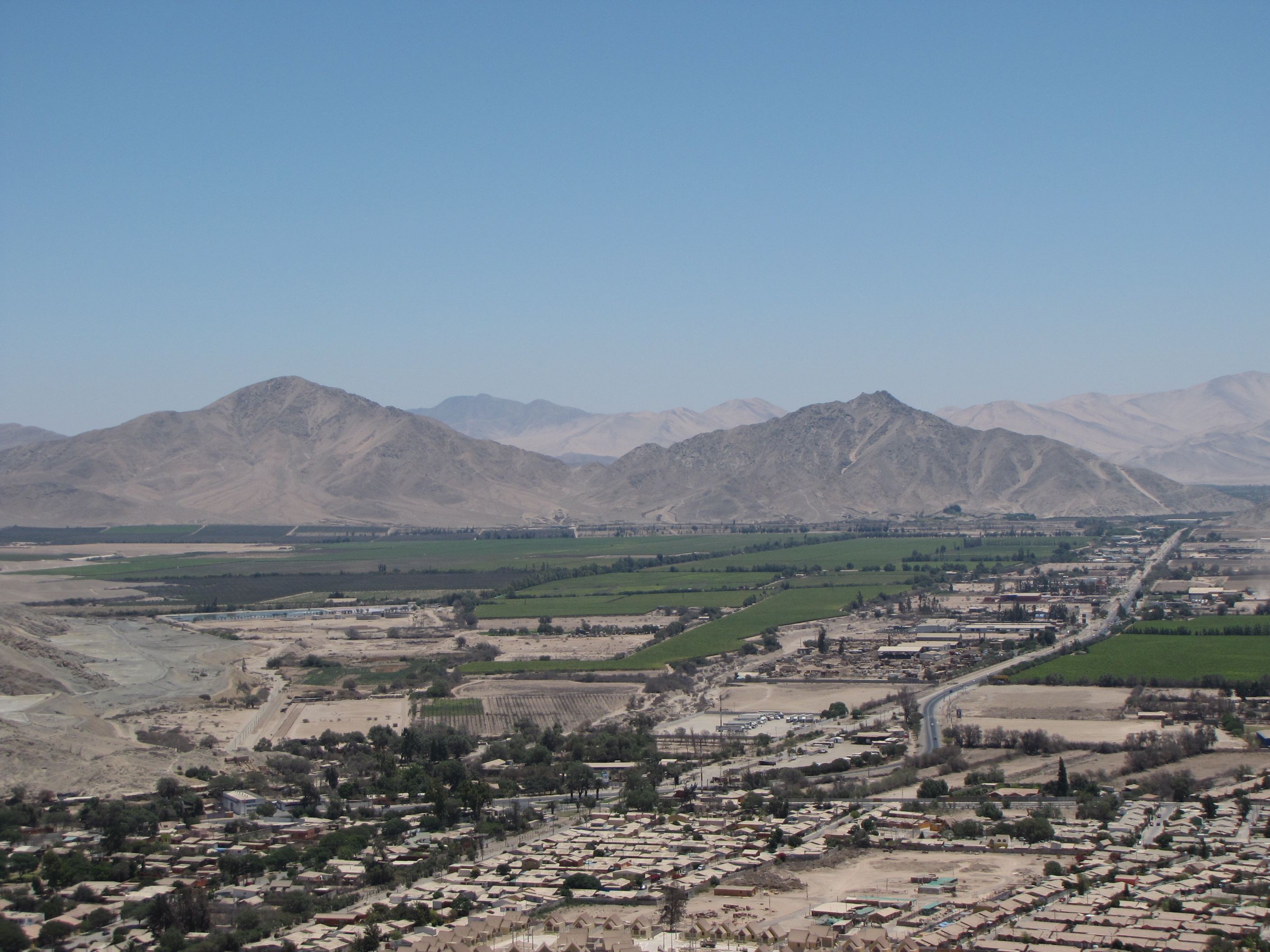
حقول مرويّة خارج كوبيابو
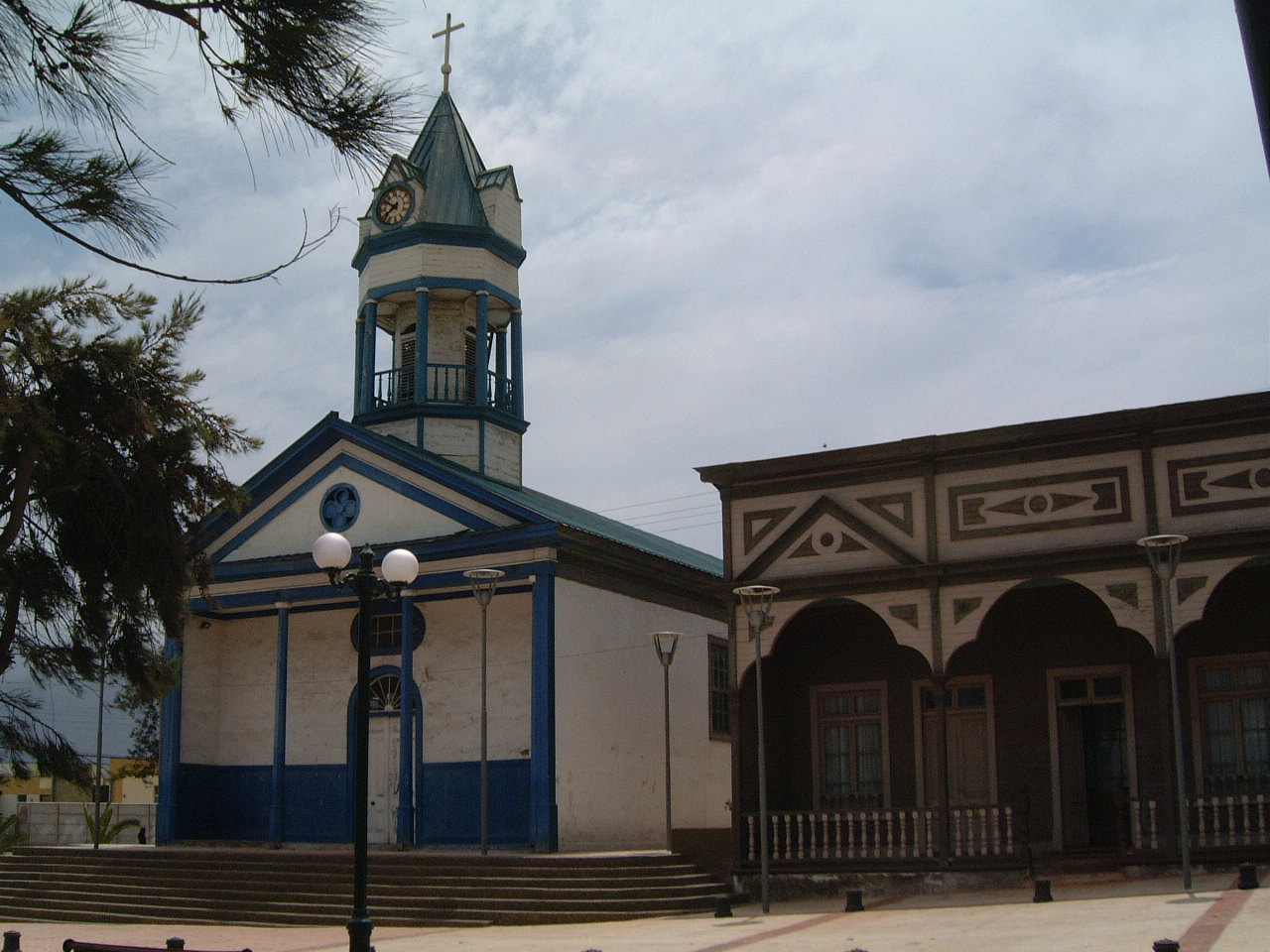
مدينة شانارال

## التقسيم الإداري

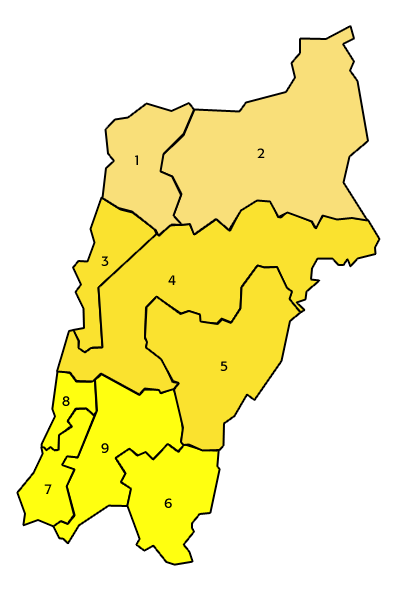
التقسيم الإداري لإقليم أتكامة.

ينقسم إقليم أتكامة إلى 3 مقاطعات (بالأسبانية: Provincia)؛ هي شانارال (باللون البرتقالي)، كوبيابو (باللون البرتقالي المصفر)، ووازكو (باللون الأصفر). وتنقسم هذه المقاطعات الثلاث بدورها إلى 9 بلديّات (بالأسبانية: Comuna).

## وصلات خارجية
- الموقع الحكومي الرسمي لإقليم أتكامة (بالإسبانية)